# نهر آيوا
نهر آيوا هو أحد روافد نهر المسيسيبي في ولاية آيوا بالولايات المتحدة. يبلغ طوله نحو 323 ميل (520 كـم). وهي مفتوحة لمراكب نهرية صغيرة لمدينة آيوا لنحو 65 ميل (105 كـم) من فمه. رافده الرئيسي هو نهر الأرز.